# Люксембургски език
Люксембургският език (Lëtzebuergesch) е източнофранконски вариант на немския език, говорен от около 300 000 души в Люксембург и Белгия. От 1984 г. е кодифициран като официален език в Люксембург.

## Класификация
Отнася се към Индоевропейското езиково семейство, Германска езикова група.
Съществуват различни диалектни форми на люксембургския: Areler, Eechternoocher, Kliärrwer, Miseler, Veiner, Weelzer и др.

## История
За люксембургците диалектът е силен национален символ. Развитието му е неразривно свързано с историята на Люксембург, макар че националното съзнание се е оформило едва през 20 век.
Например опитите за налагане на високонемската форма като основна по време на Втората световна война от една страна е засилило издигането на люксембургския до нов национален символ, а от друга това е довело до повишената употреба на основно френски заемки.
С цел съхраняване на люксембургската идентичност, правителството и медиите все повече спомагат за налагането на люксембургския и поощряват използването му.

## Граматика
Съществителни и местоимения.
Граматическият род в люксембургския се изразява с определителния член den/de(d'), показателни и притежателни местоимения, например mäin (бг. мой), dësen (бг. тези), keen (бг. никакъв) и допълнения.
Падежи
В люксембургския език има 3 падежа: винителен (който поема функцията и на именителния падеж), дателен и (само в определени случаи) родителен. От именителния падеж са останали само някои номинални фрази.
Тъй като родителният падеж не е оформен, притежателните отношения се образуват с дателен падеж (както в английски periphrastic genitive и в немски Genitivumschreibung). Изключение са отделни изрази като:
- Ufanks der Woch (бг.: началото на семицата)
- Enn des Mounts (dt.: краят на месеца)

Число на съществителните имена
В единствено число съшествителните имена не са маркирани, а в множествено число те получават различни окончания. В множествено число не се прави разлика между половете.
Лични местоимения в именителен, винителен и дателен падеж
1л. Ед.ч. ech, mech, mir – аз, мен, на мен
2л. Ед.ч. du, dech, dir – ти, теб, на теб
3л. Ед.ч. м.род hien (en), hien (en), him (em) – той, него, на него
3л. Ед.ч. ж.род si (se), si (se), hir (er) – тя, нея, на нея
3л. Ед.ч. ср.род hatt (et) hatt (et) him (em) – то, него, на него
1л. Мн.ч. mir (mer), äis/eis, äis/eis — ние, нас, на нас
2л. Мн.ч. dir (der), iech, iech – вие, вас, на вас
3л. Мн.ч. si (se), si (se), hinnen (en) – те, тях, на тях
Учтивата форма се образува подобно на френския език от второ лице мн.ч.